# Walt Kelly
Walter Crawford Kelly Jr (Filadelfia, Pensilvania, 25 de agosto de 1913 - Woodland Hills, California, 18 de octubre de 1973), más conocido como Walt Kelly, fue un historietista y animador estadounidense, más conocido por ser el creador de la tira de prensa Pogo. Por su trabajo mereció el Premio Reuben de la National Cartoonists Society (Sociedad Nacional de Historietistas) al mejor historietista del año (Cartoonist of the Year) en 1951, y el premio Silver T-Square en 1972, otorgado a "aquellos que han demostrado una dedicación sobresaliente o servicio a la sociedad o a su profesión".

## Biografía
Walt Kelly nació en Filadelfia, Pensilvania, en el seno de una familia de origen irlandés. Su padre era Walter Crawford Kelly Sr que, según algunas fuentes, trabajaba en una fábrica de municiones y, según otras, pintaba escenarios de teatro, y su madre Genevieve Kelly (de nombre de soltera MacAnnula). Cuando Walt tenía dos años, la familia Kelly se trasladó a Bridgeport, Connecticut. Después de graduarse en el instituto Warren Harding en 1930, Kelly desempeñó varios oficios de forma eventual hasta que fue contratado por el Bridgeport Post (actualmente Connecticut Post) como reportero de sucesos. También ilustró una biografía sobre P. T. Barnum, vecino de Bridgeport. Kelly estaba especialmente orgulloso de su currículum como periodista, ya que se consideraba a sí mismo historietista y periodista.
Descrito como arisco y serio, otras fuentes citan que era una persona afable, extrovertida y muy enérgica. A Kelly le gustaban todos los animales excepto los gatos, o eso afirmaba según su viuda Selby. También contaba su viuda que en una ocasión, durante una acampada, Kelly vio por primera vez a una zarigüeya viva y "se murió de terror". Su fascinación por una representación del musical Show Boat en Los Ángeles le inspiró para crear el ambiente sureño de su tira estrella , Pogo.
A Kelly se le solía asociar a menudo con otros dos grandes historietistas: Milton Caniff  (Terry y los piratas) y Al Capp (Li'l Abner). Los tres fueron compañeros de profesión y mantuvieron una amistad muy cercana durante toda su vida adulta, hasta el punto que, ocasionalmente, alguno de ellos citaba a los otros en sus tiras. Una anécdota (recogida en Remembered, biografía de Al Capp escrita por su hermano) relata como Capp y su hermano Elliot Caplin se escabulleron de una aburrida fiesta en casa de Capp, dejando a Kelly solo para que distrajera a un grupo de diplomáticos argentinos que no hablaban una palabra de inglés. Kelly replicó regalándole a Capp un piano de cola. Según Capp, al que le encantaba explicar la anécdota, Kelly tenía dos razones perfectamente lógicas para su regalo: En primer lugar, para cimentar las relaciones entre Estados Unidos y Argentina, y en segundo lugar, porque "de todos modos, no sabes tocar el piano". Capp dijo: "Walt, cuando quería, podía ser la persona más divertida del mundo".
Milton Caniff explicaba otra historia sobre Kelly y Capp en el recopilatorio sobre Pogo Phi Beta Pogo (publicado en 1989), durante un encuentro en el Newspaper Comics Council en los años 60:

Walt le dijo a Al: "Por supuesto, Al, así es como deberías dibujar Daisy Mae, sabes que sólo te lo digo por tu bien". Entonces Walt hizo un croquis. Capp, como puedes imaginar, se molestó. Para vengarse bocetó su propia versión de Pogo. Desgraciadamente, los dibujos se perdieron, nadie pensó en conservarlos. ¡Es una verguenza!. Nadie podía anticipar lo que daría de sí un duelo entre ambos.

Políticamente Kelly, para ser precisos, habría que definirlo como un "independiente progresista" más que como un liberal. Mostró un decidido apoyo al candidato republicano Dwight D. Eisenhower (Presidente de los Estados Unidos entre 1952 y 1960) en detrimento de su rival Adlai Stevenson. Sin embargo, anteriormente se había decantado por el demócrata Harry S. Truman y no por su rival republicano Thomas E. Dewey en las elecciones presidenciales de 1948, que ganaría el primero. Kelly declaró "estar en contra de la extrema derecha, la extrema izquierza y el centro extremo". En años posteriores Kelly se mostraría crítico tanto con los presidentes Lyndon B. Johnson y Richard Nixon como con el fundador y director del FBI J. Edgar Hoover o los políticos George Wallace y Spiro Agnew. Sus opiniones fueron lo suficientemente molestas para que el FBI le pinchara el teléfono o que el Gobierno de los Estados Unidos respaldara a un periodista que manifestó que la excéntrica jerga de las tiras de Kelly era un código secreto ruso. Kelly también fue un gran defensor del fin de la segregación racial y de la libertad de expresión, y su nombre fue recientemente descubierto en una petición de apoyo a Lenny Bruce.

### Influencias
Sus influencias incluyen a historietistas como George Kerr, Frederick Opper, E.W. Kemble, A.B. Frost, John Tenniel, George Herriman y, especialmente, T.S. Sullivant. Kelly, gran admirador de Lewis Carroll, también era un prolífico poeta, especialmente en la forma llamada "Anguish Languish", una deformación homofónica del inglés (Deck Us All With Boston Charlie está considerado como uno de los primeros ejemplos). También cantaba, y su voz, de barítono borracho irlandés, se puede oír en el álbum Songs of the Pogo, del cual también escribió las letras.

### Disney
A mediados de los años 30 Kelly se trasladó al Sur de California, al parecer porque su futura primera mujer, Helen DeLacy, se había establecido allí. Una vez instalado consiguió un trabajo en los estudios de Walt Disney Productions como creador de guiones gráficos y gags para cortometrajes del Pato Donald, entre otros. En 1939 solicitó un puesto en el departamento de animación. Ya como animador, pasó a ser asistente del prestigioso animador Fred Moore, con el que desarrolló una gran amistad, al igual que con Ward Kimball, uno de Los Nueve Ancianos de Disney. Kimball llamó a su hija Kelly Kimball en honor a su amigo.
Kelly trabajó para Walt Disney desde el 6 de enero de 1936 al 12 de septiembre de 1941, colaborando con las producciones Pinocho, Fantasía, Dumbo y El dragón chiflado. Kelly dijo una vez que su sueldo en Disney llegó a ser alrededor de cien dólares a la semana. Durante 1935 y 1936, su trabajo también apareció en los primeros cómics de lo que más tarde sería la editorial estadounidense DC Comics.
Los aportes de Kelly en los citados largometrajes se pueden ver en Pinocho, en la escena en que se ve por primera vez a Geppetto dentro de Monstruo, la Ballena, pescando; en Fantasía, en la que se ve a un Baco ebrio galopando a lomos de su asno Jaco, durante la escena de la Sinfonía Pastoral de Beethoven; en Dumbo en el director del circo y durante la secuencia de los cuervos; su trazo es especialmente reconocible en el niño protagonista de El dragón chiflado, y en el cortometraje de Mickey Mouse The Little Whirlwind, cuando Mickey huye del gran tornado.
Durante la huelga de animadores de 1941, Kelly no hizo de piquete, como suele decirse, pero pidió un permiso por enfermedad para no tener que elegir entre sus compañeros y el estudio. La correspondencia que se conserva entre Kelly y su buen amigo Ward Kimball revela que no tenía claras sus prioridades en la controversia con los estudios. Kimball explicó en una entrevista, años más tarde, que Kelly se sentía constreñido creativamente trabajando como animador, ya que era una forma de arte colectiva, y posiblemente desbordado por las exigencias técnicas de la animación buscó una salida mientras duró la huelga.
Kelly nunca volvió al estudio Disney como animador, pero sus trabajos adaptando los largometrajes de la compañía Pinocho y Los tres caballeros para Dell Comics (al parecer por recomendación del propio Walt Disney) fueron el inicio de una nueva, aunque de transición, carrera.
En una carta a Walt Disney, fechada el 25 de mayo de 1960, Kelly recordaba sus años en el estudio:

Sólo en caso de que hubiera olvidado darte las gracias, quiero que sepas que siempre apreciaré el tipo de formación y la atmósfera que creaste allí en los años 30. Tuvo sus inconvenientes, como en cualquier sitio, pero la experiencia fue formidable. Realmente fue la única educación que nunca he recibido, y espero estar a la altura de las mínimas expectativas que tienes para el resto de la gente.

### Dell Comics
Kelly empezó su trabajo en Dell Comics con cómics basados en cuentos de hadas y canciones infantiles para las celebraciones anuales de Navidad y Pascua. Al parecer Kelly fue el autor o coautor de la mayor parte de los cómics que dibujó; su estilo único era fácilmente discernible. También produjo una serie de historietas basadas en la saga de cortometrajes de La Pandilla, creó portadas para la serie Walt Disney's Comics and Stories, ilustró las anteriormente citadas adaptaciones de los largometrajes de Disney Pinocho y Los tres caballeros, dibujó historias de Raggedy Ann y Andy and Uncle Wiggily, escribió una larga serie de cómics que promocionaba una compañía panadera, creando al personaje de Peter Wheat, e hizo una serie de historias de dos páginas, sin diálogos, a partir del libro infantil The Gremlins de Roald Dahl para Walt Disney's Comics and Stories (números 34 al 41). Durante este periodo Kelly también diseñó, dibujó y escribió discos y libros infantiles y cajas de cereales. Su trabajo en los años 40 fue tan prolífico que a día de hoy su obra aún no está documentada en su totalidad.
Su trabajo fue tan apreciado que Oskar Lebeck, editor de Dell, dijo de Kelly en la introducción de Fairy Tale Parade #1 que "era el artista que dibujó todos los maravillosos dibujos de este libro".
A pesar de que su salud no le permitió ingresar en el ejército, durante la Segunda Guerra Mundial Kelly trabajó para la Unidad de Lenguas Extranjeras de la Armada de los Estados Unidos ilustrando manuales (muchos de ellos sobre el lenguaje, su tema favorito) y un manual del buen funcionamiento y uso de herramientas, caricaturizando a su amigo Ward Kimball como cavernícola.
Fue durante este período cuando Walt Kelly daría vida a su más famosa creación, Pogo, que apareció publicado por primera vez en el número uno de la revista Animal Comics, de Dell, en 1943. Las primeras historias, posiblemente influenciadas por el Uncle Remus de Joel Chandler Harris (historias sobre el Sur de Estados Unidos, narradas por un esclavo de raza negra llamado Remus), enfrentan a un chico llamado Bumbazine contra el astuto Albert The Alligator (el cocodrilo), con Pogo Possum (la zarigüeya Pogo) como personaje secundario. Albert suplantaría, progresivamente, a Bumbazine como personaje principal y Pogo haría lo propio con Albert, y el único personaje humano desaparecería de la tira; Kelly bromeaba diciendo que Bumbazine era el personaje menos creíble ya que era simplemente humano. Algunos historiadores han especulado con que la supresión del único personaje humano, de raza negra, le permitió a Kelly crear su ideal del Sur: ni blancos ni negros, solo criaturas.
Pogo está prácticamente irreconocible en estas primeras historias iniciales, ya que su apariencia es más cercana a una zarigüeya real que a su forma clásica. Su apariencia se fue redondeando gradualmente, adquiriendo una forma parecida a Mickey Mouse, incluyendo la nariz de color negro, que mantendría hasta su paso a las tiras de prensa en 1948.
El trabajo de Kelly con Dell y su tira de prensa Pogo continuaría con éxito al principio de los años 50, finalizando con la publicación de 16 números de Pogo Possum (cada uno de ellos con material nuevo) tras una disputa por la republicación de las historias iniciales de Pogo en un recopilatorio especial llamado The Pogo Parade. Kelly había crecido enormemente como artista y escritor, y no deseaba ver publicados sus primeros trabajos.

### New York Star
Tras la guerra Kelly volvió al periodismo como caricaturista político. Colaboró con el periódico de corta vida New York Star, y a partir de 1948 publicó en el citado diario una tira cómica diaria (a pluma y tinta) protagonizada por animales antropomórficos que vivían en un deshabitado paraje de Okefenokee Swamp en Georgia. La primera tira de prensa de Pogo se publicó el 4 de octubre de 1948. Tras el cierre del New York Star el 28 de enero de 1949, Kelly sindicó su tira a través de Publishers-Hall Syndicate, para así relanzarla en mayo de 1949. En esa misma época Kelly empezó a intentar adquirir los derechos de autor y la propiedad total de su creación, algo poco frecuente en esos años.

### Pogo
Pogo fue un hito en todos los sentidos y Kelly puede ser considerado como uno de los historietistas más grandes e influyentes de la historia. Kelly combinaba perfectamente la precisión de su dibujo y magistrales pinceladas (heredadas de la factoría Disney) con una narración fluida y muy divertida. Partiendo de varias fuentes dialectales, y su fértil imaginación, le permitieron crear un encantador y único "lenguaje selvático", abundante de sinsentidos, como un elemento más del escenario pantanoso en que se mueven sus personajes: un lugar llamado Okefenokee. La tira apareció en cientos de periódicos distribuida por King Features Syndicate.
Aunque Pogo funciona perfectamente como tira cómica, única y peculiar como lo pudo ser Krazy Kat, es quizás toda la sátira política y social que Kelly introdujo en su obra, de la que fue uno de los grandes pioneros, la que la eleva a cotas que van más allá de una simple tira. Con raras excepciones (como Li´l Abner de su amigo Capp) los comentarios satíricos no eran frecuentes en las tiras de prensa de esa época.
Los principales personajes de la tira son Pogo the Possum (la zarigüeya), Albert the Alligator (el cocodrilo), Churchy LaFemme (parodiando la expresión francesa de Dumas Cherchez la femme), una tortuga, Howland Owl (un búho, el propio Kelly), Beauregard (un perro sabueso), Porkypine y Miz Mamzelle Hepzibah, una mofeta francesa. Kelly usó, en parte, su tira como vehículo para expresar su punto de vista político y social liberal y humanístico, y satirizó, entre otras muchas cosas, la demagogia anticomunista del senador Joseph McCarthy (en la forma de un lince con escopeta llamado Simple J. Malarkey) o el comportamiento sectario y dogmático de los comunistas en la forma de dos cómicamente disciplinados tordos.
Otra faceta interesante de la tira fue el uso exclusivo que hizo de los bocadillos de diálogo. Uno de los personajes, Deacon Mushrat, una educada rata almizclera, tiene las frases de sus diálogos con letras de estilo gótico. Los bocadillos de la funeraria del pueblo, Sarcophagas Macabre, un buitre, están escritos con una letra fina y suave, parecida a los anuncios de un funeral. PT Bridgeport, un oso, showman y promotor de cuestionable reputación, tiene bocadillos de diálogo muy decorados, que recuerdan a los cárteles de los circos del siglo XIX. Posiblemente la expresión más famosa de toda la tira es "Hemos encontrado al enemigo y somos nosotros"("We have met the enemy and he is us") parafraseando la conocida frase "Hemos encontrado al enemigo y eran nuestros" ("We have met the enemy and they are ours") pronunciada por el comodoro Oliver Hazard Perry en la Guerra de 1812. Esta expresión apareció por primera vez la introducción de The Pogo Papers, publicado en 1953; posteriormente, la frase aparecería con frecuencia en la tira, e incluso dio título a una de las colecciones.
A lo largo de la historia de la tira, los personajes suelen atravesar con bastante frecuencia el pantano de Okefenokee a bordo de una frágil embarcación. La pequeña barca tenía, curiosamente, un nombre grabado en la madera. Y el truco de Kelly era ponerle un nombre diferente en cada tira, e incluso podía diferir entre viñeta y viñeta de una misma tira. Al parecer cada nombre pertenecía a las personas a las que Kellly quería saludar u homenajear. Una explicación alternativa al cambio de nombres de la pequeña embarcación era que representaban los nombres de los periódicos que iban sindicando la tira. Pero un simple repaso a esos nombres hace que la explicación peque de obvia. 
En contraste con la rigidez de las viñetas de la mayoría de tiras cómicas, las viñetas de Pogo desafiaban la recitud habitual. Frecuentemente algún personaje se apoyaba en uno de los laterales de la viñeta, o Albert los usaba para encender las cerillas para su cigarro, cosas que distosionaban aún más las viñetas.
En 1951 Simon and Schuster publicó la primera colección, en formato de libro de bolsillo, de la tira, titulado simplemente Pogo, con excelentes ventas. El libro introdujo un formato inusual en Kelly: en lugar de simplemente recopilar las tiras, Kelly editó gran parte de ellas, eliminando algunas viñetas y añadiendo otras, y omitiendo varias tiras con el fin de crear muchos capítulos (ingeniosamente titulados); todo ello para que se pudiera leer la tira como un comic-book cualquiera y no en formato de tira de prensa. Kelly acabaría publicando treinta volúmenes en este formato a lo largo de su vida, varios de ellos publicados tras su muerte; son muy buscados por los coleccionistas. Dado lo enormemente prolífico que era Kelly, también escribió e ilustró pequeños poemas para esos libros, y eventualmente dibujaba historias largas especialmente creadas para esos volúmenes. Con el tiempo, la cantidad de material especial para esa colección fue tan grande, que algunos volúmenes no contenían ninguna tiras de las aparecidas en los periódicos; era todo material nuevo. Reediciones de esas colecciones están disponibles a la venta en Estados Unidos. Ese mismo año la tira recibiría el prestigioso premio Reuben.
En 1952 Kelly ilustró The Glob, un libro para niños que explicaba la evolución del hombre escrito por John O´Reilly. Los dibujos eran claramente deudores de la tira Pogo.
Tras haber satirizado a McCarthy, Kelly también fue censurado por algunos periódicos en los años 60 por caricaturizar al presidente soviético Nikita Jruschov como un cerdo y a Fidel Castro como un macho cabrío fumador que no deja de recitar soflamas pseudomarxistas tales como: "La escasez se dividirá entre los campesinos". Kelly había pasado un tiempo en el Berlín de la Guerra Fría escribiendo artículos sobre la situación allí.
Durante la campaña presidencial de 1968, Kelly describió en su tira a los candidatos Hubert Humphrey y Richard Nixon como los gemelos Tweedle (Tweedledum y Tweedledee, personajes de la novela A través del espejo y lo que Alicia encontró allí de Lewis Carroll) pero sin llegar a revelar quien era "Dee" y quien "Dum": cada uno de ellos se llamaba a sí mismo "Dee", y llamaba al otro "Dum". En años posteriores Kelly caricaturizaría a Richard Nixon como una araña, a J. Edgar Hoover como un perro bulldog, a Spiro T. Agnew como una hiena o a George C. Wallace como un gallo de pelea.
En 1969, la cadena de televisión NBC produjo y estrenó un especial animado de media hora de Pogo: The Pogo Special Birthday Special. El propio Kelly prestó su voz a P.T. Bridgeport, Albert Alligator y Howland Owl. En una entrevista Ward Kimball, el amigo de Kellly con el que trabajó en los estudios Disney, explicó que un muy enfadado Kelly le recriminó al animador Chuck Jones que había cambiado el guion sin su permiso, y que habá alterado un tanto la cara de Miz Mamzelle Hepzibah, haciendo que pareciera más humana.

## Últimos años
En 1971 Kelly sufrió un ataque al corazón que, unido a su creciente diabetes, no le permitieron seguir dibujando sus tiras diarias, con lo que tuvo que delegar el trabajo en varios de sus colaboradores. 
A pesar de las advertencias de sus médicos de que no podía beber alcohol, Kelly las ignoró ocasionalmente hasta que sufrió un ataque que le dejó en coma. Murió en el Hospital Motion Picture and Television Hospital de Woodland Hills, California, el 18 de octubre de 1973. Sus restos fueron incinerados y entregados a su tercera, y última, mujer, Margaret Selby Daley (a la que conoció a finales de los años 70 y que también trabajó en Disney), hasta la muerte de ésta en 2005.

## Legado y reimpresiones
A la muerte de Kelly su viuda, Selby, con varios ayudantes, continuaron Pogo hasta el verano de 1975. Los libros anteriores se seguían reimprimiendo, incluyendo una serie que recogía bastantes de los libros originales bajo una misma cubierta repartida por temas (romance, elecciones) publicado en los años 80. En 1977, una pequeña editorial llamada Gregg Press reimprimió los diez primeros libros de Pogo en ediciones en tapa dura con sobrecubiertas. En 1995, otra pequeña editorial, Jonas/Winter, publicó otros diez títulos de Pogo.
- En lo años 80 se publicaó una colección de libros - The Best Of Pogo, Pogo Even Better, Outrageously Pogo, Pluperfect Pogo, y Phi Beta Pogo - que combinaban material del fanzine de Kelly, The Okefenokee Star, con trabajos de Kelly (no tiras de prensa), entrevistas inéditas, ensayos y, en cada volumen, un año completo de tiras diarias desde 1948. Esta colección de libros fue bastante inusual, ya que se centraban en la vida y el trabajo de Kelly, más que en Pogo específicamente.

- En 1980 se estrenó una película, usando la técnica de la plastimación, titulada Pogo For President (también llamada I Go Pogo), que no tuvo demasiada repercusión. Curiosamente, los derechos los acabó adquiriendo The Walt Disney Company, que la estrenó de forma limitada en formato doméstico.

- En 1988 Steve Thompson publicó The Walt Kelly Collector's Guide, un exhaustivo e imprescindible estudio sobre Pogo y otros trabajos de Walt kelly.

- En 1989 el periódico Los Angeles Times intentó recuperar la tira con otros artistas, incluidos los hijos de Kelly Carolyn y Peter, bajo el título Walt Kelly's Pogo. La nueva tira se publicó a lo largo de los años 90. También en 1989, Eclipse Books inició la publicación de una serie en tapa dura llamada Walt Kelly's Pogo And Albert, coleccionando las primeras historias de Pogo en Dell Comics en color; se inició con las primeras apariciones de los personajes en 1943. La serie contó con cuatro volúmenes numerados; los números 2, 3 y 4 se subtitularon At The Mercy Of Elephants, Diggin' Fo' Square Roots, y Dreamin' Of A Wide Catfish, respectivamente.

- En 1992 Fantagraphics Books inició una serie, en formato libro, reimprimiendo cronológicamente la tira; se tituló simplemente Pogo. En el año 2000 la serie contaba con once volúmenes y contenía las tiras diarias desde la primera tira del New York Star del 4 de octubre de 1948 hasta el 12 de febrero de 1954. También en 1992 Spring Hollow publicó Pogo Files for Pogophiles en tapa dura y en formato libro de bolsillo.

- En 2001, Spring Books publicó The Pogopedia de Nik Lauer. Un exhaustivo, analítico, enciclopédico y referenciado análisis en un solo volumen. El libro examina los temas de la tira, hace un estudio de los personajes, las referencias, citas, motivos, etc. Considerado imprescindible para todo aquello que tenga que ver con Pogo.

- En 2002, Dark Horse Comics sacó a la venta, en edición limitada, figuritas de Pogo y Albert como parte de sus estatuas "Classic Comic Character Series". Distribuidas en contenedores profusamente ilustrados, las figuritas se vendieron rápidamente. También en 1992 se publicó The Comics Journal Interview CD: contiene 15-20 conocidos minutos con cinco de los más influyentes historietistas de la industria del cómic estadounidense; Charles Schulz, Jack Kirby, Walt Kelly (entrevistado por Gil Kane en 1969) y Robert Crumb.

- En 2003, Reaction Records reeditó el álbum de Kelly Songs Of The Pogo (publicado originariamente en 1956) en formato CD. El álbum destacaba porque era el propio Kelly el que cantaba sus propias canciones (cómicas y sin sentido) a partir de las melodías de Norman Monath. EL disco también incluyó las últimas grabaciones de Kelly, tales como No! With Pogo y Can't! With Pogo, que habían sido editados en formato disco de 45rpm para niños en 1969 acompañados de libritos escritos e ilustrados por Kelly.

- Fantagraphics Books también ha publicado tres volúmenes que recogen los cómics que Kelly dibujó sobre La Pandilla de 1943 a 1945, con portada de Jeff Smith (el creador de Bone) e introducción de Leonard Maltin y el biógrafo de Kelly, Steve Thompson.

- En febrero de 2007 Fantagraphics Books anunció la publicación de The Complete Pogo, un proyecto de doce volúmenes que habría de reunir, cronológicamente, todas las tiras de Pogo (diarias y dominicales), bajo la supervisión del estudioso de Kelly Jeff Smith. El primer volumen tenía fijada su aparición en octubre de 2007, pero diversos retrasos, al parecer por la dificultad de localizar las primeras tiras dominicales de forma completa, ha hecho que ese primer volumen no se publique hasta el 28 de septiembre de 2010.[12]

## Premios
Walt Kelly ha sido comparado con grandes y variados artistas, desde James Joyce y Lewis Carroll, pasando por Esopo y Tío Remus. Fue elegido presidente de la National Cartoonists Society (Sociedad Nacional de Historietistas), en 1954, puesto que ocupó hasta 1956. También fue el primer historietista invitado a contribuir con sus originales a la Biblioteca del Congreso de Estados Unidos.
- 1951: Premio Reuben de la National Cartoonists Society al mejor historietista del año (Cartoonist of the Year).[13]
- 1972: Premio extraordinario Silver T-Square de la National Cartoonists Society.[13]
- 1989: Premio Inkpot de la Convención Internacional de Cómics de San Diego (póstumo)
- 1995: Entra en el Salón de la fama de los Premios Will Eisner.
- Kelly es uno de los 31 elegidos que forman parte del Salón de la Fama del National Cartoon Museum (Museo Nacional del cómic, anteriormente International Museum of Cartoon Art).

## Cómics en internet
- "The Three Little Pigs", Tiny Tots Comics N.º 1 (1943)
- "Prince Robin and the Dwarfs", Fairy Tale Parade N.º 9 (1944)
- The Adventures of Peter Wheat N.º 19 (1948)